# Авиони (филм)
Авиони (енгл. Planes) је амерички 3D рачунарски-анимирани спортско-хумористички филм из 2013. године чији је продуцент Disneytoon Studios и издавач Walt Disney Pictures. Представља спин-оф Pixar франшизе Аутомобили. Иако га није продуцирао Pixar, филм је ко-написао и био извршни продуцент бивши креативни директор Walt Disney Animation Studios Џон Ласетер, који је режирао претходна два филма Аутомобили. Главне гласовне улоге тумаче Дејн Кук, Стејси Кич, Пријанка Чопра, Бред Гарет, Тери Хачер, Дени Ман, Џулија Луј-Драјфус, Роџер Крег Смит, Џон Клиз, Карлос Алазраки, Вал Килмер и Ентони Едвардс.
Као и многи филмови Disneytoon, филм је провобитно био предвиђен као direct-to-video филм, али је 9. августа 2013. године изашао у биоскопима у форматима Disney Digital 3D и RealD 3D. Филм је зарадио 239,3 милиона долара широм света, док буџет износи 50 милиона долара, иако је добио негативне коментаре критичара. Наставак, под називом Авиони 2: Храбри ватрогасци, изашао је у биоскопима 18. јула 2014. године.
У Србији је филм приказан 5. септембра 2013. године, синхронизован на српски језик. Дистрибуцију је радио Taramount Film и синхронизацију студио Моби.

## Радња
Придружите се Дастију, запрашивачу усева коме се указује јединствена прилика да се такмичи са најбржим летачима на свету. Дасти има велико срце, али и два проблема. Није прављен да би био брз и плаши се висине. Обраћа се искусном морнаричком авиону који му помаже да победи шампиона који брани титулу. Дасти мора да докаже своју храброст док покушава да се вине толико високо колико никад није ни сањао да ће моћи, надахњујући очарани свет.

## Улоге
| Лик                 | Оригинални глас    | Српски глас        |
| ------------------- | ------------------ | ------------------ |
| Дасти Запрашивач    | Дејн Кук           | Милан Антонић      |
| капетан Јурић       | Стејси Кич         | Миодраг Крстовић   |
| Цуг                 | Брет Гарет         | Милан Чучиловић    |
| Доти                | Тери Хачер         | Исидора Минић      |
| Рошел               | Џулија Луј-Драјфус | Душица Новаковић   |
| Ишани               | Пријанка Чопра     | Јелена Стојиљковић |
| Булдог              | Џон Клиз           | Тихомир Станић     |
| Трупасти            |                    | Марко Марковић     |
| Ел Чупакабра        | Карлос Алазраки    | Марко Марковић     |
| Растурач            | Роџер Крег Смит    | Павле Јеринић      |
| Ехо                 | Ентони Едвардс     | Андреј Пиповић     |
| Браво               | Вал Килмер         | Милан Вучковић     |
| Ропер               | Маја Вилсон        | Драган Вујић       |
| Нед                 | Габријел Иглесијас | Милан Вучковић     |
| Зед                 | Габријел Иглесијас | Андреј Пиповић     |
| Брент Мустангбургер | Брент Мусбургер    | Мирољуб Турајлија  |
| Колин Лебдић        | Колин Каухерд      | Милош Васиљевић    |
| Спарки              | Дени Ман           | Томаш Сарић        |
| Франц               | Оливер Калкоф      | Стеван Пиале       |
| Херленд             | Маја Вилсон        | Марко Марковић     |

## Приказивање
Авиони је првобитно требало да буде пуштен у Северној Америци као филм директно у видео у јесен 2013, док је био приказан у Европи. Међутим, у децембру 2012. Дизни је најавио да ће филм бити пуштен у биоскопе. Ово је био први филм Дизнитон студија који је био пуштен у биоскопима у Северној Америци од Пуовог филма Хефалумп осам и по година раније, 2005.
Филм је премијерно приказан 2. августа 2013. на специјалној пројекцији, на годишњем окупљању ентузијаста авијације у Осхкошу, Висконсин.